# Consorzio di bonifica Paestum
Il Consorzio Bonifica di Paestum è un ente di diritto pubblico economico comprendente parte del bacino idrografico sinistro del fiume Sele.
Istituito con R.D. del 25 giugno 1926 gestisce l'irrigazione, la tutela dell'ambiente e la valorizzazione del territorio agricolo.
Il territorio in cui opera il consorzio è situato sulla riva sinistra del fiume Sele, copre una superficie territoriale di 100.605 ettari ripartiti fra i seguenti comuni appartenenti alla Provincia di Salerno:
- Agropoli
- Albanella
- Altavilla Silentina
- Aquara
- Bellosguardo
- Campora
- Capaccio
- Castel San Lorenzo
- Castelcivita
- Cicerale
- Controne
- Corleto Monforte
- Felitto
- Gioi
- Giungano
- Laurino
- Magliano Vetere
- Moio della Civitella
- Ogliastro Cilento
- Ottati
- Piaggine
- Postiglione
- Roccadaspide
- Roscigno
- Sacco
- Sant'Angelo a Fasanella
- Serre
- Sicignano degli Alburni
- Stio
- Trentinara
- Valle dell'Angelo

La sede amministrativa è a Capaccio Scalo, frazione di Capaccio Paestum.